# Cosmopolitan Twarda 2/4
Cosmopolitan Twarda 4 (wcześniej Hines Tower) – wieżowiec w Warszawie, przy zbiegu ulic Emilii Plater i Twardej. Ma 44 piętra i 160 metrów wysokości.

## Opis
Plany wieżowca przy zbiegu ulic Emilii Plater i Twardej, zamykającego ciąg wysokich budynków wzdłuż ulicy Emilii Plater powstały w 2006 roku. Wstępnie taki budynek chciała zbudować fundacja Shalom, która zleciła wykonanie projektu pracowni Stefana Kuryłowicza i otrzymała decyzję o warunkach zabudowy. Okazało się jednak, że fundacja nie ma wystarczających funduszy na tak dużą inwestycję. Sprzedała działkę spółce Tacit Development, w imieniu której inwestycję prowadziła firma Hines Polska. Spółka Tacit Investment (d. Tacit Development Polska JS) działa na polskim rynku nieruchomości.
Na projektanta wybrano Pracownię Murphy/Jahn. Architektem budynku jest Helmut Jahn, który zaprojektował m.in. siedzibę Sony Center w Berlinie, Unii Europejskiej w Brukseli. Obiekt Cosmopolitan składa się z dwóch części: niższej, ulokowanej bliżej placu Grzybowskiego oraz wyższej, czyli 160-metrowej wieży. Na 4 podziemnych poziomach wieży znajdują się miejsca parkingowe na około 300 samochodów; na czterech pierwszych kondygnacjach lokale usługowe i biurowe (w parterze restauracja); wyżej, od 8 pietra zaczynają się luksusowe mieszkania o powierzchniach od 54 do 700 m², w pełni wykończone i wyposażone. Ostatnie dwa piętra zajmują dwupiętrowe apartamenty (mezonety). Wbrew wcześniejszym planom, w budynku nie ma części hotelowej. Zaliczany jest do nurtu neomodernizmu w architekturze, a Jahn określa siebie jako kontynuatora modernizmu i wskazuje, że Mies van der Rohe ukształtował jego zawodową postawę.
W grudniu 2013 r. budynek uzyskał pozwolenie na użytkowanie, pierwsi mieszkańcy wprowadzili się w czerwcu 2014 r. 
Na działce obok ma w przyszłości powstać Wieżowiec Gminy Żydowskiej.

## Galeria

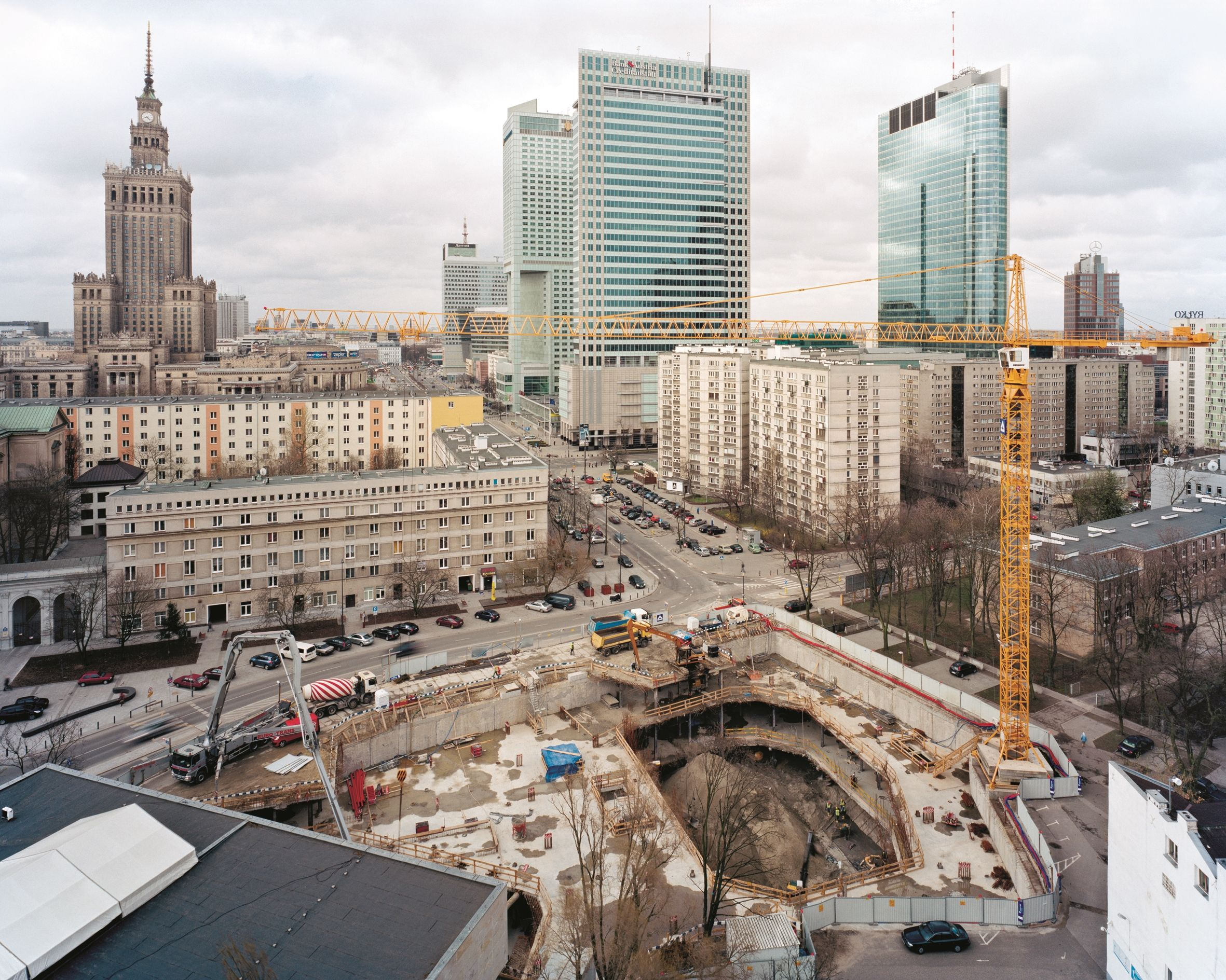
Początek budowy
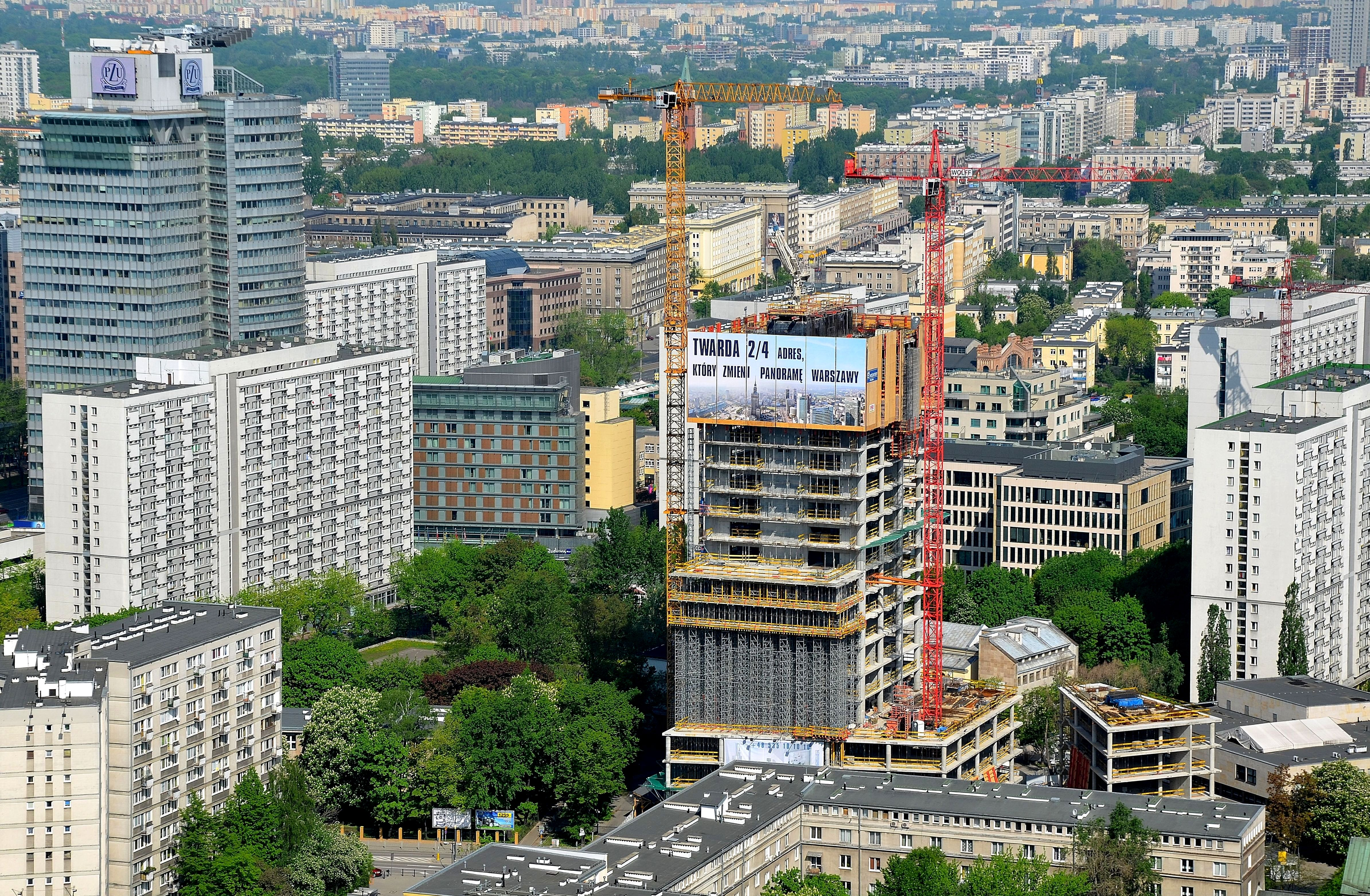
Budowa widziana z Pałacu Kultury i Nauki
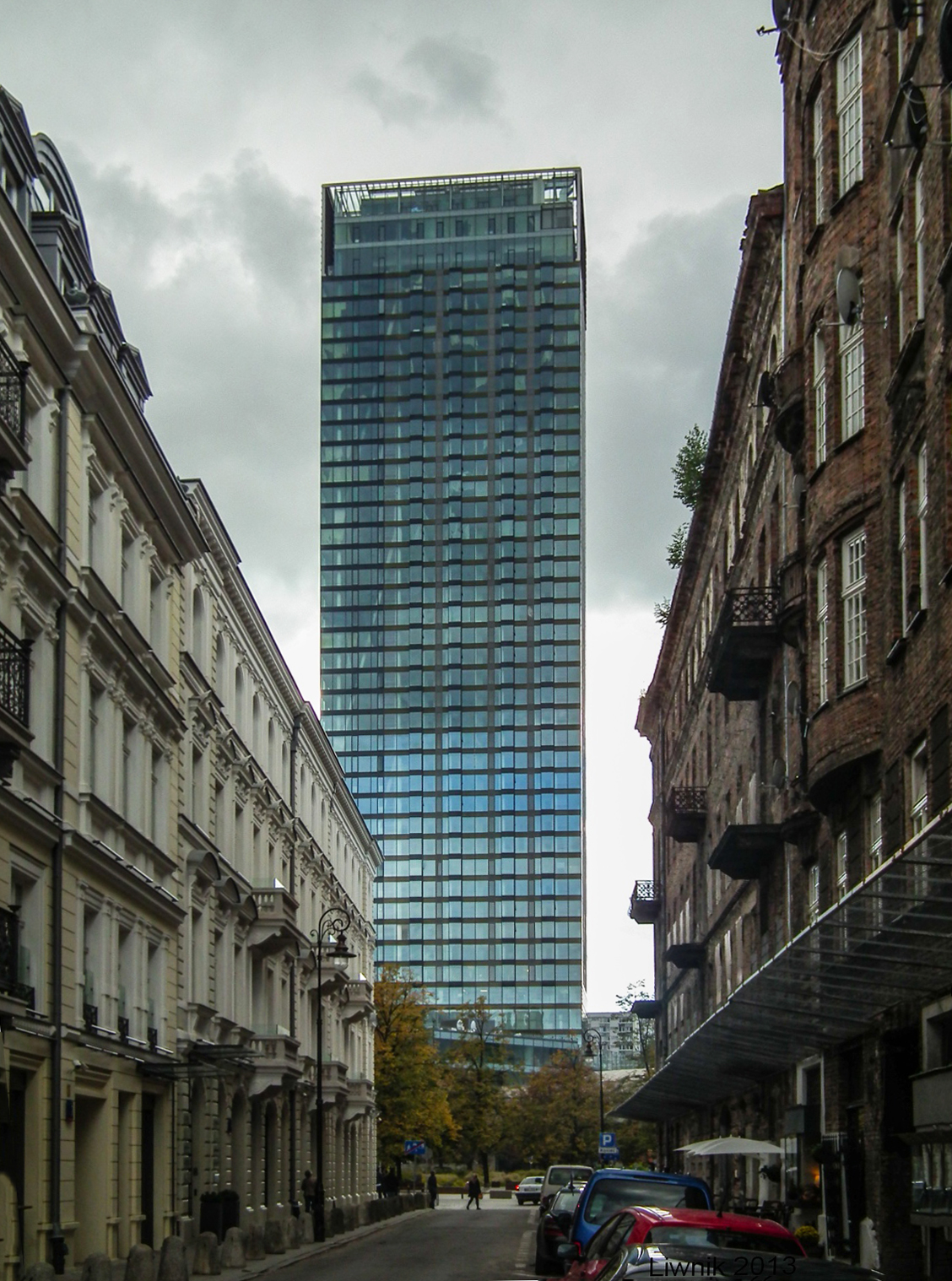
Wieżowiec widziany z ulicy Próżnej
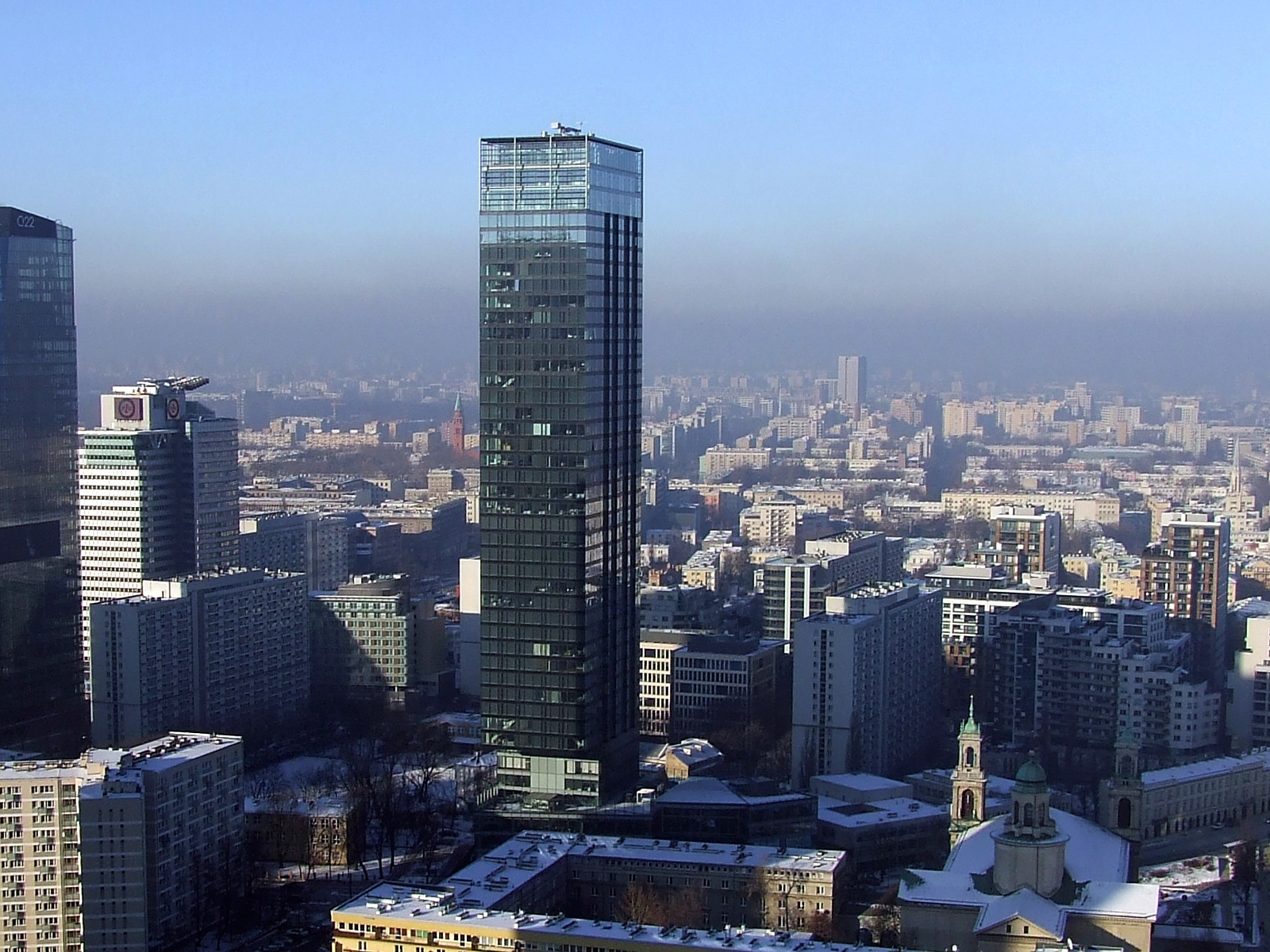
Wieżowiec widziany z tarasu widokowego Pałacu Kultury i Nauki